# Cruzmaltina
Cruzmaltina é um município brasileiro do estado do Paraná.

## História
Criado através da Lei Estadual nº 11.222, de 13 de dezembro de 1995, foi desmembrado de Faxinal.

## Geografia
Possui uma área é de 312,299 km² representando 0,1567 % do estado, 0,0554 % da região e 0,0037 % de todo o território brasileiro. Localiza-se a uma latitude 24°00'46" sul e a uma longitude 51°27'32" oeste, estando a uma altitude de 690 m. Sua população estimada em 2005 era de 3.615 habitantes.[carece de fontes?]

### Demografia
Dados do Censo - 2010
População Total: 3.162
- Urbana: 1.503
- Rural: 1.659?
- Homens: 1.635
- Mulheres: 1.527

Índice de Desenvolvimento Humano (IDH-M): 0,678
- IDH-M Renda: 0,585
- IDH-M Longevidade: 0,667
- IDH-M Educação: 0,781

## Administração
- Prefeita:  Maurício Bueno de Camargo (2025/2028)
- Vice-prefeito: José Fernando Tomé Cordeiro (2025/2028)